# Nicola Tumolero
Nicola Tumolero (* 24. září 1994) je italský rychlobruslař.
Od roku 2011 závodil ve Světovém poháru juniorů, v seniorském Světovém poháru se poprvé představil roku 2014. Na světových šampionátech poprvé startoval v roce 2015. Na Mistrovství Evropy 2017 byl ve víceboji devátý, o rok později vybojoval na trati 5000 m zlatou medaili. Zúčastnil se Zimních olympijských her 2018, kde v závodě na 5000 m skončil na 8. místě, na dvojnásobné distanci získal bronzovou medaili a ve stíhacím závodě družstev byl šestý.